# Cratère Patomsky

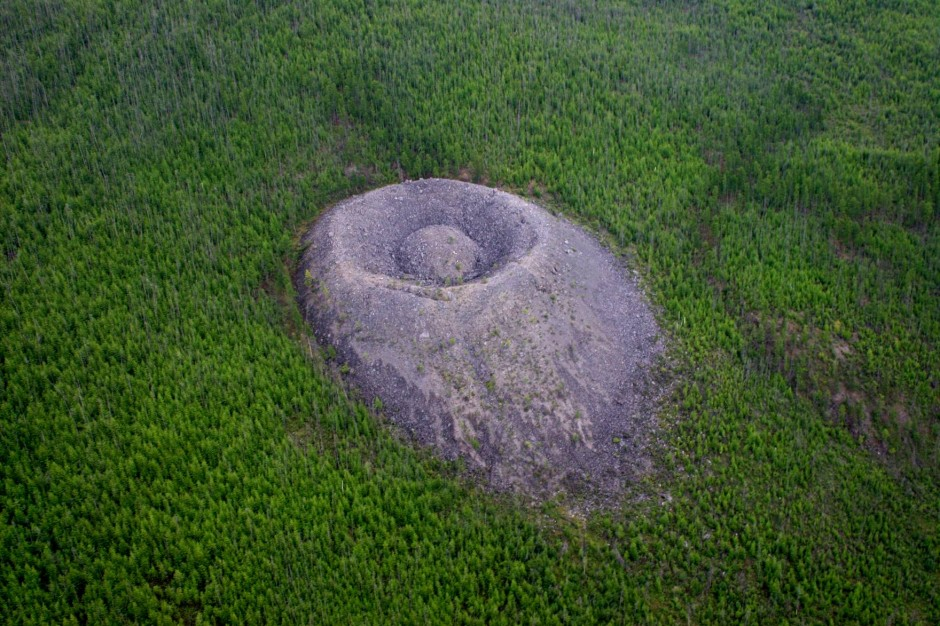

Le cratère Patomsky (russe : Патомский кратер, anglais : Patom crater, Patomsky crater) est une structure en forme de cratère dans les hautes terres de Patomsky, dans le district de Bodaybinsky, oblast d'Irkoutsk, en Sibérie. La structure a été découverte en 1949 par le géologue Vladimir Kolpakov.
La structure a un diamètre de 180 m et une hauteur de 40 m. Des expéditions scientifiques ont eu lieu en 2006, 2008 et 2010, notamment par des astronomes et géophysiciens de l'université technique nationale de recherche d'Irkoutsk et de l'institut de dynamique des géosphères de Moscou. Les études dendrologiques indiquent un âge de 480 ans ou moins. La masse de roches déplacée est estimée à environ 1 million de tonnes.
Les résultats mettent en évidence un volcan qui pourrait être causé par la vapeur et le dégagement instantané de gaz. En particulier, il pourrait, selon les résultats de la cinquième expédition, s'agir de cryovolcanisme du petit âge glaciaire.

## Sources
- V. V. Kolpakov: Mysterious Crater in the Patomsky Highlands. Priroda, 1951, nos. 1 and 2.
- Simonov, I.V. and Bivin, Yu.K.: Modeling the Unique Patomsky Crater Formation. Preprint of Inst. for Problems in Mechanics, Russ. Acad. Sci., Moscow, 2006, no. 803.
- Viktor S. Antipin und A. M. Fedorov: The origin of Patom Crater, East Siberia, from geological and geochemical data. 2008, Doklady Earth Sciences, Volume 423, Number 2, 1335-1339, DOI: 10.1134/S1028334X08090018
- Antipin, V.S., Voronin, V.I., and Fedorov, A.M.: The Patomsky Crater in the East Siberia. Priroda, 2008, no. 9.
- Antipin, V.S. and Fedorov, A.M.: The Patomsky Crater in the East Siberia — A Modern Volcano. in Proc. 4th All-Russian Symposium on Volcanology and Paleovolcanology, IViS DVO RAN, Petropavlovsk-Kamchatski, 2009.
- Antipin, V.S.: The Patomsky Crater as a Unique Geological Body in the East Siberia. Nauka Sibiri, 2010, no. 43.
- V. S. Antipin, A. M. Fedorov, S. I. Dril’ und V. I. Voronin: The new data on the origin of the Patom Crater (East Siberia). 2011 (abstract)
- Scientists have rejected the meteoritic origin Patomskiy crater in Siberia. (online)
- Fifth Expedition to the Patom Crater Gives Striking Results. (online)